# Minervio
Minervio (latino: Minervius; fl. 395-399) è stato un funzionario romano di età imperiale, corrispondente di Quinto Aurelio Simmaco.

## Biografia
Nato probabilmente a Treviri, nella Gallia Belgica, aveva due fratelli, Florentino e Protadio, assieme ai quali ricevette diverse lettere di Quinto Aurelio Simmaco; aveva anche un figlio, chiamato Protadio. È probabile che suo padre fosse il Minervio che partecipò all'ambasciata del Senato romano presso l'imperatore Valentiniano II insieme a Vettio Agorio Pretestato e Volusio Venusto.
Nel 395 circa ricoprì probabilmente la carica di magister epistolarum a corte; in tale funzione riceveva le lettere contenenti petizioni all'imperatore, come quella indirizzatagli da Simmaco sull'accoglimento di una delegazione proveniente dalla Campania.
Nel 397-398 è attestato come comes rerum privatarum dell'imperatore Onorio da due leggi, conservatesi nel Codice teodosiano. In questo periodo ricevette da Simmaco una copia di due suoi discorsi.
Successivamente, nel 398/399, fu comes sacrarum largitionum. Mentre ricopriva questa carica, ricevette una legge conservatasi nel Codice giustinianeo e una lettera di Simmaco che gli raccomandava un certo Paolo.